# Ким Хон Бин
Ким Хон Бин (15 декабря 1902 года, деревня Тизинхе, Адиминская волость, Южно-Уссурийский уезд, Приморская область, Российская империя — 9 августа 1985 года, Нальчик) — председатель колхоза «Авангард» Чиилийского района Кзыл-Ординской области. Герой Социалистического Труда (1949).

## Биография
Родился в 1902 году в крестьянской семье в корейской деревне Тизинхе Приморской области.
В 1914 году окончил четыре класса начальной корейской школы. С 1917 года занимался сельским хозяйством, работал учителем в начальной школе, председателем потребкооперации. С 1928 года проживал в селе Красный Перевал Ленинского района Хабаровского округа Дальневосточного края. Трудился уполномоченным Хабаровского крайисполкома по переселенческому участку, бригадиром местного колхоза «Новая жизнь» (1928—1930). Потом работал учителем начальных классов, директором средней школы в колхозе «Авангард» в селе Отрадное Вяземского района Хабаровской области (1930—1934).
В 1934 году назначен председателем колхоза «Авангард» Вяземского района. В 1935 году колхоз собрал в среднем по 150 центнеров пудов зерновых с каждого гектара, за что в был награждён Орденом Ленина. В 1936 году поступил в Корейский педагогический институт во Владивостоке.
В 1937 году депортирован в Чиилийском районе Кызыл-Ординской области Казахской ССР на спецпоселение. С 1938 года обучался в Кзыл-Ординском педагогическом институте, Алма-Атинском сельскохозяйственном институте, Алма-Атинском сельскохозяйственном техникуме. В 1940 году получил специальность агронома.
С 1941 года — председатель рисоводческого колхоза «Авангард» Чиилийского района. В 1948 году руководимый им колхоз собрал с каждого гектара по 80 — 120 центнеров риса. Указом Президиума Верховного Совета СССР от 20 мая 1949 года « за получение высоких урожаев пшеницы, риса, сахарной свёклы и картофеля при выполнении колхозами обязательных поставок и контрактации по всем видам сельскохозяйственной продукции, натуроплаты за работу МТС в 1948 году и обеспеченности семенами всех культур в размере полной потребности для весеннего сева 1949 года» удостоен звания Героя Социалистического Труда с вручением ордена Ленина и золотой медали «Серп и Молот».
Этим же указом звания Героя Социалистического Труда были удостоены агроном колхоза Тян Гым Чер, бригадир Ли Ен Гын и восемь звеньевых (Цой Чун Се, Хван Чан Ир, Ким Чан Ден, Ким Хан Гу, Хе Се Ун, Ли Бен Сер, Ким Ик-Се), среди которых был и отец председателя Ким Ман Сам.
С 1953 по 1955 года — директор Чиилийского госплодопитомника. В 1955 году без разрешения переехал в Приморский край, за что был исключён из КПСС. Трудился заместителем председателя колхоза имени Рокоссовского в селе Комиссаровка Ханкайского района (1955—1957), директором корейского колхоза «Дружба» в селе Пржевальское Гродековского района (1957—1958). В 1957 году был восстановлен в партии Гродековским райкомом КПСС Приморского края.
В 1972 году переехал в Нальчик, где скончался в 1985 году.
Похоронен на Аллее героев Старого кладбища в Нальчике.
Награды
- Герой Социалистического Труда
- Орден Ленина — дважды (30.12.1935; 1949)
- Орден Отечественной войны 2-й степени (16.11.1945)